# 태풍 하이선 (2020년)
태풍 하이선 (HAISHEN) 은 2020년 제10호 태풍이다. 하이선은 중국에서 제출한 이름으로 바다의 신을 의미한다.

## 태풍의 진행
태풍 하이선은 9월 1일 21시에 중심기압 1000hPa, 최대풍속 21m/s, 강풍 반경 220km의 열대폭풍으로 미국 괌 북쪽 약 780 km 부근 해상에서 발생하였다. 발생 이후 서남서~서북서진하며 일본 다이토 제도 부근 해상에 접근하며 급발달해서, 9월 4일 21시에 일본 오키나와 남동쪽 약 710 km 부근 해상에서 중심기압 910hPa, 최대풍속 54m/s의 세력 '맹렬한'의 태풍으로 최성기를 맞이하였다.
북서~북북서진하면서 최성기 세력을 9월 6일 3시까지 유지하며 아마미 제도까지 접근하였고, 최성기 이후로는 높은 연직시어로 인해 서서히 약화되며 북북서~북진하며 규슈와 쓰시마섬 서쪽 해상을 지난 뒤 한국 기상청 기준으로 9월 7일 9시 울산광역시 남쪽 해안에 상륙하였다. 일본 기상청 기준으로는 9월 7일 9시에 중심기압 960hPa, 10분 평균 풍속 36m/s의 세력으로 울산광역시 울주군에 상륙했다.
한반도 상륙 이후 빠른 속도로 북진하며 온대저기압화가 진행되어서, 한국 기상청 기준으로는 9월 7일 21시에 조선민주주의인민공화국 함경남도 함흥시 동북동쪽 약 100km 부근 육상에서 중심기압 980hPa의 온대저기압으로 변질되었다. 일본 기상청 기준으로는 9월 8일 3시에 조선민주주의인민공화국 함경남도 함흥시 북동쪽 약 252km 부근 육상(조선민주주의인민공화국 함경북도 연사군)에서 중심기압 988hPa의 온대저기압으로 변질되었다.

## 경로 수정
태풍 하이선은 초기에 대한민국 중앙을 관통하는 경로로 예측되어서 대한민국 수도권 등의 대한민국 전역에 큰 피해를 입힐 것으로 예상되었다. 하지만 태풍 하이선의 경로가 동쪽으로 수정되면서 일본 규슈에 상륙하는 것으로 나타났지만 약간 동쪽으로 경로가 수정되면서 일본에 상륙하지 않고 대한민국 울산광역시에 상륙하였다. 상륙한 뒤 경주시, 포항시, 청송군, 울진군, 강릉시 등을 거쳐 북진하다 강원도 강릉 약 50km 부근 해상으로 진출하였다. 진출한 뒤에는 북한 함흥 방향으로 계속해서 북진하다 조선민주주의인민공화국 함경남도 함흥시에 상륙하면서 소멸하였다. 이것으로 경상북도와 강원도, 제주도를 중심으로 큰 피해를 보게 되었고 대한민국 기상청은 진로가 틀렸다는 이유로 큰 질타를 받게 되었다.

## 소멸
태풍 하이선은 대한민국을 지나간 후 북한 함흥지역에서 소멸되었지만 소멸 후에도 하이선의 영향은 계속되었다. 온대저기압으로 바뀐 하이선은 온대저기압으로 바뀐 후에도 대한민국, 중국, 북한, 러시아에 많은 비를 뿌렸다. 또한 수도권과 강원도, 충청도, 경상북도를 중심으로 강한 바람과 비를 동반하였다. 특히 수도권과 충남 북부에 큰 영향을 받았다.

## 피해
태풍 마이삭이 대한민국을 강타한 뒤 빠르게 북상한 태풍 하이선은 마이삭이 온 뒤 복구되지 못한 시설 등에 피해를 입혔다. 또한 경상북도와 강원도는 마이삭에 이어 또 한번 피해를 입게 되었다/참고로 하이선으로 가로수와 교통안전시설이 고장나고 주택과 차량이 침수 또는 파손이 되었다. 전국에서 7만 7천세대에 정전 피해를 주었다. 인명 피해로는 강원도에서 2명의 실종자가 있고 부산에서는 차량이 옆으로 쓰러져서 1명이 찰과상을 입었다. 총 정리하면 5명의 피해가 발생했다. 이재민도 124명이 나왔다.

### 일본
태풍에 위험반원인 오른쪽에 있던 일본도 큰 피해가 있었다. 53만 명의 피난민들이 발생하였고, 몇억원의 피해가 있었다.

## 순위
| 순위 | 태풍 번호 | 태풍 이름     | 최저 해면 기압 | 관측 연월일 | 관측 장소 |
| ---- | --------- | ------------- | -------------- | ----------- | --------- |
| 1위  | 5914      | 사라          | 951.5 hPa      | 1959/9/17   | 부산      |
| 2위  | 0314      | 매미          | 954.0 hPa      | 2003/9/12   | 통영      |
| 3위  | 2211      | 힌남노        | 955. hPa       | 2022/9/6    | 부산      |
| 4위  | 2009      | 마이삭        | 957.0 hPa      | 2020/9/03   | 거제      |
| 5위  | 2010      | 하이선        | 957.6 hPa      | 2020/9/07   | 부산      |
| 6위  | 3693      | (태풍 3693호) | 959.4 hPa      | 1936/8/27   | 제주      |
| 7위  | 0014      | 사오마이      | 959.6 hPa      | 2000/9/16   | 통영      |
| 8위  | 8705      | 셀마          | 961.5 hPa      | 1987/7/15   | 서귀포    |
| 9위  | 8712      | 다이너        | 961.7 hPa      | 1987/8/31   | 부산      |
| 10위 | 1215      | 볼라벤        | 961.9 hPa      | 2012/8/28   | 흑산도    |

| 순위  | 태풍 번호                      | 태풍 이름                      | 상륙 시(직전) 중심 기압        | 상륙 지점                      |
| ----- | ------------------------------ | ------------------------------ | ------------------------------ | ------------------------------ |
| 1위   | 5914*                          | 사라                           | 942 hPa                        | 경남 거제도                    |
| 2위   | 0314                           | 매미                           | 950 hPa                        | 경남 고성군 부근               |
| 2위   | 2009                           | 마이삭                         | 950 hPa                        | 부산광역시 부근                |
| 3위   | 2010                           | 하이선                         | 955 hPa                        | 울산광역시 부근                |
| 3위   | 2211                           | 힌남노                         | 955 hPa                        | 부산광역시 부근                |
| 4위   | 0014                           | 사오마이                       | 959 hPa**                      | 경남 고성군 부근               |
| 5위   | 0215                           | 루사                           | 960 hPa                        | 전남 고흥군                    |
| 5위   | 9503                           | 페이                           | 960 hPa                        | 남해도                         |
| 6위   | 1216                           | 산바                           | 965 hPa                        | 남해도                         |
| 6위   | 8613                           | 베라                           | 965 hPa                        | 충남 보령시 부근               |
| 6위   | 5707                           | 아그네스                       | 965 hPa                        | 경남 사천시 부근               |
| ※비고 | *JTWC 해석의 한반도 상륙 태풍. | *JTWC 해석의 한반도 상륙 태풍. | *JTWC 해석의 한반도 상륙 태풍. | *JTWC 해석의 한반도 상륙 태풍. |
| ※비고 | **통영에서의 실측치.           |                                |                                |                                |

## 같이 보기
- 2020년 태풍